# Невшательское озеро
Невшате́льское о́зеро (Невшате́ль, фр. Lac de Neuchâtel; нем. Neuenburgersee) — озеро на западе Швейцарии, в её франкоговорящей части. Бо́льшая часть озера расположена в кантоне Невшатель, а также частично в кантонах Во, Фрибур и Берн. Объём воды — 13,77 км³. Площадь водосборного бассейна — 2670 км².
Имея поверхность зеркала 218,3 км², это крупнейшее озеро, целиком расположенное в Швейцарии, так как Женевское озеро частично лежит во Франции, а Боденское озеро — в Германии и Австрии. Его длина 38,3 км, а максимальная ширина — 8,2 км. Поверхность озера лежит на высоте 429 м над уровнем моря, а максимальная глубина 152 м.
В озеро впадают реки Орб, Тьель, Арнон, Ароз, Сейон и канал Де-ла-Сож (вытекающий из Муртензе). Канал Циль регулирует сток воды из Невшательского в Бильское озеро (является частью гидросистемы региона Зееланд нем. Seeland).